# La Vie de garnison
La Vie de garnison est un hebdomadaire humoristique (1909-1938) tournant en dérision les mœurs militaires, comprenant dessins, bandes dessinées et feuilletons, se présentant sous la forme de cahiers de 16 pages dotés d'une couverture illustrée en couleur.

## Histoire
La Vie de garnison faisait partie des publications des frères Offenstadt, éditeurs d'un catalogue allant des revues érotiques aux journaux antimilitaristes en passant par les publications pour la jeunesse,.
Le premier numéro de cet hebdomadaire tous publics à 10 centimes parut le 22 avril 1909.
Au sommaire du premier numéro : Les années de service de Casimir Baluchon un feuilleton dessiné par  Forton, Les Cocasserie du Colonel Duraffut, illustrées par L. Vallet, La Fille du régiment, de Guy Vander, ainsi qu'une nouvelle dramatique, un conte héroïque, des contes et histoires humoristiques militaires illustrées, une chanson et de nombreux dessins comiques,.
Après une interruption de parution lié à la Grande guerre, la numérotation redémarra au numéro 279 du 24 août 1919 et le dernier numéro parût le 8 mai 1938 (numéro 1251).

## Principaux illustrateurs
De nombreux artistes y publièrent, en particulier Louis Forton (le créateur des Pieds nickelés, qui y signe aussi Piccolo) et Marcel Arnac (Les Stupéfiants exploits de la famille Rhibouys), ainsi qu'Albert Mourlant (dit Lammour), Pol Petit, André B. Hall, E. Nicholson, Piwitt, A. Buguet, F. Lafon, Harry Gonel, Pierre Rivaltar, Tybalt et André Vallet,,,,,.